# Josef Křenek

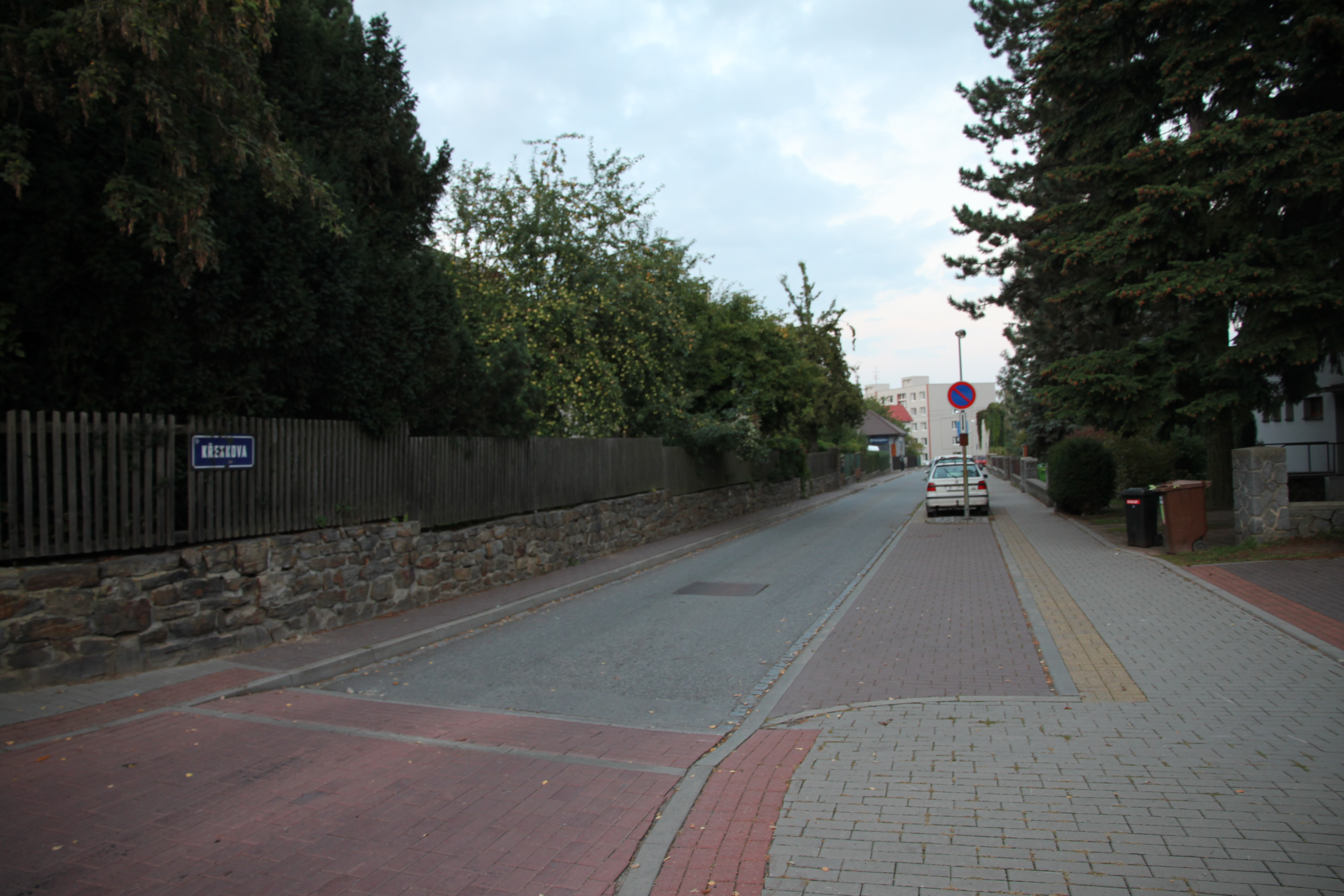
Křenkova ulice

Josef Křenek (13. ledna 1885 Kundratice č.p. 10 – 15. června 1949 Praha) byl český protestantský teolog. Mezi lety 1908 a 1919 zastával funkci faráře českého presbyterního sboru ve městě Silver Lake, v americkém státě Minnesota. Následně, do roku 1920, byl delegátem Středozápadního seniorátu své Presbyteriánské církve USA, a to na několika místech v Československu. Roku 1921 se stal farářem chicagského sboru této církve a mezi lety 1921 a 1923 se opět stal delegátem synodu na různých místech v Československu. Následně, od roku 1923 byl znovu farářem sboru v Silver Lake. Zde vydržel až do roku 1932, kdy odešel do Evropy, do Československa, a stal se farářem ve sboru v Praze na Novém Městě. Tady od roku 1932 působil až do 7. prosince 1939. Následujícího dne až do své smrti 15. června 1949 zastával pozici synodního seniora, tedy nejvyššího představitele Českobratrské církve evangelické. V období od 1. července 1944 až do konce druhé světové války ovšem musel nuceně strávit mimo hlavní město, a sice v Novém Městě na Moravě.
V Novém Městě na Moravě je ThDr. Josef Křenek pohřben a jeho náhrobek od Prof. Vincence Makovského tvoří přirozený střed evangelického hřbitova.
Trvalou vzpomínkou zůstává ulice Křenkova v Novém Městě na Moravě.